# John A. Moses
John Anthony Moses (* 10. Juni 1930 in Atherton (Queensland); † 30. Mai 2024 in Canberra) war ein australischer Historiker, der sich insbesondere mit der neueren und neuesten Geschichte Deutschlands, Gewerkschaftsgeschichte sowie der Kolonialgeschichte im Pazifikraum befasste. Er lehrte als Reader an der University of Queensland. Zudem war er Priester der Anglikanischen Kirche Australiens.

## Biographie
Moses’ Vater Antonio Moses war der Sohn christlich-orthodoxer Einwanderer aus Libanon und war Taxifahrer. Seine Mutter Wilhelmina (MacFarlane) Moses war Hausfrau, ihre Eltern waren aus Schottland eingewandert. Da es im nördlichen Queensland keine orthodoxe Gemeinde gab, schloss sich die Familie der katholischen Kirche an. John Moses ging auf ein Internat, zog dann in den Süden des Bundesstaats, wo er als Radiomechaniker arbeitete und sich am anglikanisch-theologischen Seminar des Saint Francis College auf das Priesteramt vorbereitete. Dann studierte er an der University of Queensland in Brisbane Geschichtswissenschaft mit dem Bachelor-Abschluss 1960 und dem Master-Abschluss 1963. Er wurde 1965/66 an der Universität Erlangen-Nürnberg bei Walther Peter Fuchs promoviert (Dissertation: Carl Legiens Interpretation des demokratischen Sozialismus).
Ab 1965 lehrte Moses an der University of Queensland, zunächst als Tutor, dann als Lecturer, ab 1970 als Senior Lecturer und ab 1975 als Reader. 1986 bis 1989 stand er der Geschichtsabteilung vor. Zeitweilig lehrte er auch als Adjunct Professor im Bereich Classics, Geschichte und Religion der University of New England in Armidale (New South Wales). 1994 ging er in den Ruhestand.
1978 wurde er zum Priester der anglikanischen Kirche in Australien geweiht. Ab war er 2007 Professorial Associate am St. Mark’s National Theological Centre (assoziiert mit der Charles Sturt University) in Canberra.
Moses befasste sich mit deutscher Geschichte im 19. und 20. Jahrhundert, insbesondere der Fischer-Kontroverse und Geschichte der Gewerkschaftsbewegung sowie mit deutscher Kolonialgeschichte im fernen Osten und Pazifik. Außerdem befasste er sich mit Dietrich Bonhoeffer.
Er war seit 1963 mit der Erziehungswissenschaftlerin Ingrid Moses (Ingrid Heise Moses) verheiratet, die Professorin und zeitweise Kanzlerin der University of Canberra war. Die beiden Söhne des Paares sind der Historiker A. Dirk Moses und der Jurist Rolf Moses.
1971, 1980 und 1984 war er Stipendiat der Alexander-von-Humboldt-Stiftung.

## Schriften
- The war aims of imperial Germany: Professor Fritz Fischer and his critics, University of Queensland Papers, Band 1, Nr. 4, 1968 (University of Queensland, Department of Government)
- The Politics of Illusion: The Fischer Controversy in German Historiography, Barnes & Noble, 1975
- als Herausgeber mit Paul Kennedy: Germany in the Pacific and Far East, 1870–1914, University of Queensland Press, 1977
- als Herausgeber: Historical Disciplines and Culture in Australasia: an assessment, University of Queensland Press, 1979
- Trade Unionism in Germany from Bismarck to Hitler: 1869–1918, George Prior Publishers, 1982
- Trade Union Theory from Marx to Walesa, Berg Publ., 1990
- Herausgeber mit Christopher Pugsley: The German Empire and Britain’s Pacific Dominions 1871–1919 ; essays on the role of Australia and New Zealand in world politics in the age of imperialism, Claremont (Kalifornien), Regina Books, 2000
- The Reluctant Revolutionary: Dietrich Bonhoeffer’s Collision with Prusso-German History, Berghahn Books, 2009
- Prussian German militarism 1914–18 in Australian perspective : the thought of George Arnold Wood, German-Australian Studies / Deutsch-Australische Studien, Peter Lang 1991
- Anglicanism : Catholic evangelical or evangelical Catholic? : essays ecumenical and polemical, Adelaide 2019